# Восточный Обань
Восто́чный Оба́нь (фр. Aubagne-Est) — кантон во Франции, находится в регионе Прованс — Альпы — Лазурный Берег, департамент Буш-дю-Рон. Входит в состав округа Марсель.
Код INSEE кантона — 1354. Всего в кантон Восточный Обань входит 6 коммун, из них главной коммуной является Обань.
Население кантона на 2008 год составляло 40 468 человек.

## Коммуны кантона
| Коммуна          | Население, чел. (1999) | Почтовый индекс | Код INSEE |
| ---------------- | ---------------------- | --------------- | --------- |
| Жемно            | 5481                   | 13420           | 13042     |
| Карну-ан-Прованс | 7042                   | 13470           | 13119     |
| Кассис           | 8001                   | 13260           | 13022     |
| Кюж-ле-Пен       | 3754                   | 13780           | 13030     |
| Обань            | 8826                   | 13400           | 13005     |
| Рокфор-ла-Бедуль | 4733                   | 13830           | 13085     |